# 後村上天皇
後村上天皇（ごむらかみてんのう、1328年〈嘉暦3年〉 - 1368年3月29日〈正平23年3月11日〉）は、日本の第97代天皇、および南朝第2代天皇（在位：1339年9月18日〈延元4年／暦応2年8月15日〉- 1368年3月29日〈正平23年／応安元年3月11日〉）。後醍醐天皇の第7皇子で、数多い皇子らの中でただ一人の天皇である。諱は初め義良（のりよし／のりなが）、即位後に憲良（読み同じ）に改めた。
父の後醍醐天皇の遺志を継いで南朝の京都回復を図る。東北地方（陸奥国）南部の宮城県多賀城市にある陸奥国府兼鎮守府の多賀城に入城し、後醍醐天皇が多賀城に創設した奥羽将軍府（東北地方将軍府）のトップとして、北朝を擁する室町幕府軍と南北朝の内乱を戦った。のち大和（奈良県）の吉野・賀名生、摂津（大阪府）の住吉などを行宮とした。
1911年（明治44年）、明治天皇の明治政府によって南朝が正統とされたため、歴代天皇として列された。

## 略歴
正慶2年（1333年）義良親王の父の後醍醐天皇が鎌倉幕府を滅ぼして建武の新政を始めると、同年、後醍醐天皇は鎌倉幕府将軍守邦親王に擁立された光厳天皇を廃した。
同年、義良親王は北条氏の残党の追討と東国武士の帰属を目的に後醍醐天皇の側近（寵臣）の北畠親房および北畠親房の長男である公卿・陸奥守北畠顕家に奉じられて陸奥国の国府兼鎮守府の多賀城へと向かい、建武元年（1334年）5月、多賀城において親王となった。義良親王は多賀城で、東北地方における南朝に味方する武将を束ね、東北地方における後醍醐天皇の小朝廷の奥羽将軍府（東北将軍府）を創設した。後醍醐天皇の奥羽将軍府の管轄エリアは東北地方および関東地方の北部三ヶ国（下野国・上野国・常陸国）を含んでいたため、奥羽将軍府は事実上の東日本小朝廷であった。このとき東北地方および関東地方北部において、後醍醐天皇の南朝の諸大名の中で武家のトップとなったのが、伊達氏の伊達行朝と白河結城氏の結城宗広・結城親朝親子の三人だった。
翌年の建武2年（1335年）、新田義貞に鎌倉幕府を滅ぼされて自害した北条高時の子の北条時行が中先代の乱を起こすと、その混乱のなか幽閉されていた後醍醐天皇の皇子である征夷大将軍護良親王は足利尊氏の弟の足利直義に殺された。更に中先代の乱を鎮圧するため後醍醐天皇から朝廷軍を預けられた足利尊氏は謀反を起こし、後醍醐天皇の建武新政から離反した。同年12月、足利尊氏は箱根・竹ノ下の戦いで朝廷軍を破り、翌年の延元元年/建武3年（1336年）1月、尊氏は入洛し京都を占領した。そのため後醍醐天皇は一旦比叡山に逃れる。
建武2年（1335年）12月、後醍醐天皇の側近の北畠親房および北畠親房の長男の北畠顕家や伊達行朝をはじめとする陸奥将軍府の武将達と共に陸奥国多賀城を進発し、足利尊氏を追討するため京都方面へ軍を進めた。翌年の延元元年/建武3年（1336年）1月、義良親王および陸奥守北畠顕家が率いる奥羽将軍府軍は京都で足利尊氏軍を破り、尊氏を京都から九州（鎮西）へ敗走させた。同年3月義良親王は元服し、三品陸奥太守に叙任された。
しかし延元元年/建武3年（1336年）、九州落ちした足利尊氏・直義兄弟は九州で態勢を立て直して再び京都方面へ攻め上り、湊川の戦いで南朝の楠木正成・新田義貞を破り楠木正成は戦死した。こうして足利尊氏は再び京都を奪い取ると鎌倉幕府の北条氏を見習い、後醍醐天皇に廃された光厳天皇の弟である持明院統の光明天皇を擁立し北朝を樹立した。一方後醍醐天皇は吉野に逃れ、南朝を樹立する。
翌年の延元2年/建武4年（1337年）、主力軍が不在となっていた多賀城の奥羽将軍府は北朝軍の攻撃をうけ危険な状態となったため、延元2年/建武4年（1337年）1月8日、義良親王および陸奥守北畠顕家らは奥羽将軍府を伊達行朝の領地内にある福島県霊山に遷した。同年8月、東北地方軍を率いた義良親王および北畠顕家は今度は霊山城から再び京都目指して軍を進め、同年12月、奥羽将軍府軍（南朝軍）は北朝軍を破って鎌倉を奪還した。翌年の延元3年/暦応元年（1338年）1月、義良親王の奥羽将軍府軍はさらに西上して美濃国青野原の戦いで足利方を破り、伊勢・伊賀方面に転進したあと後醍醐天皇のいる大和の吉野行宮に入った。
そうした状況のなかの同年の延元3年/暦応元年（1338年）、足利尊氏は光明天皇から征夷大将軍に任命され室町幕府が成立した。延元3年/暦応元年5月22日（1338年6月10日）、南朝の公卿・鎮守府大将軍・陸奥守北畠顕家は北朝・室町幕府の執事高師直・高師泰兄弟との石津の戦い（和泉国堺浦石津、現在の大阪府堺市一帯）に敗れ、北畠顕家は戦死した。更に同年の閏7月2日、南朝の新田義貞は越前国藤島（福井市）灯明寺畷で北朝軍との藤島の戦いに敗れ、義貞は戦死した。同年9月、義良親王は宗良親王と共に北畠親房および戦死した北畠顕家の弟である北畠顕信に奉じられ、伊達行朝・結城宗広・中村経長らの軍船のもと、伊勢国大湊から三たび陸奥国（東北地方南部の宮城県多賀城）を目指したが、途中暴風雨に遭って一行は離散し、義良親王の船は伊勢に漂着した。延元4年/暦応2年（1339年）3月、義良親王は南朝の京都の吉野へ戻り、間もなく皇太子となった。8月15日、義良皇太子は後醍醐天皇の譲位を受け、後村上天皇として即位した。

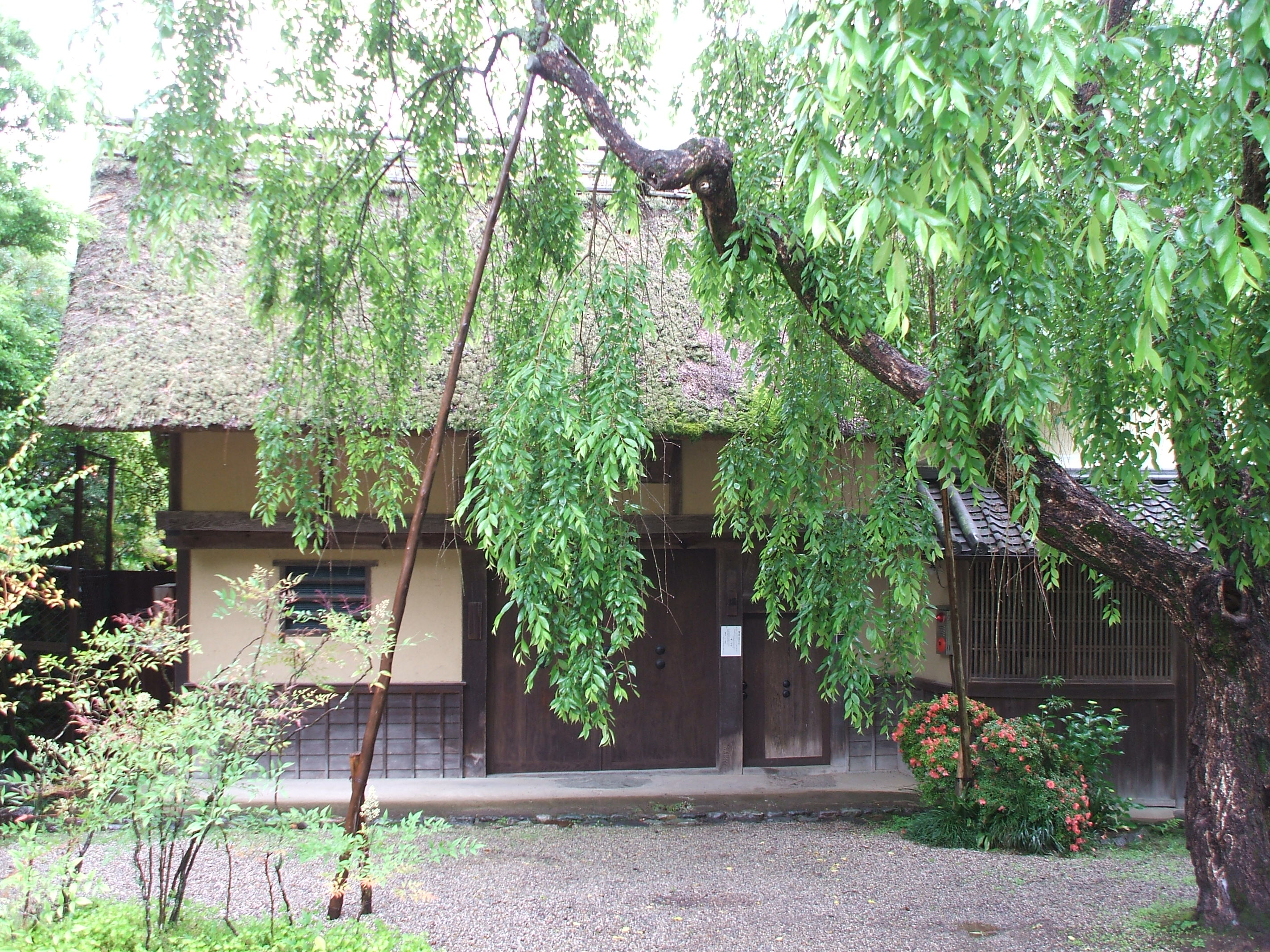
堀家住宅（賀名生皇居跡）

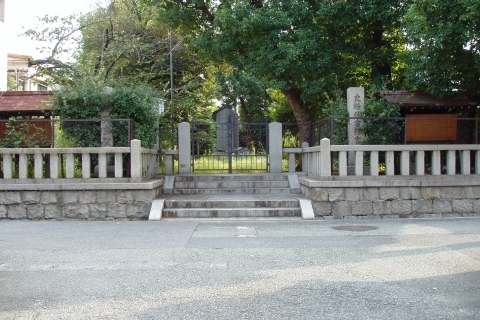
住吉行宮跡

天皇は若年ながら主に畿内近国の寺社や武士に対して精力的に綸旨を発し、南朝の安寧祈願や所領安堵・給付、軍勢催促や褒賞を行った。正平3年/貞和4年（1348年）1月足利方の高師直に吉野を襲撃され、天皇は紀伊花園（和歌山県かつらぎ町）へ一旦難を避けたが、後に大和賀名生（奈良県五條市）へ移った。正平5年/観応元年（1350年）足利一族間の内訌が激化すると（観応の擾乱）、先に足利直義が南朝に降伏し、翌年（1351年）10月には尊氏が同じく南朝に降伏した（正平一統）。天皇は尊氏に対して直義・直冬追討の綸旨を与え、11月には北朝崇光天皇を廃位するとともに三種の神器（後醍醐天皇は偽器と主張していた）を接収し、皇太子直仁親王も廃太子とした。
南朝は、尊氏が直義を追討すべく関東に向かった隙を突いて、京を回復する作戦に出た。正平7年/文和元年（1352年）2月に賀名生を発し、河内東条（大阪府富田林市）を経て摂津住吉（大阪市住吉区）に至り、閏2月19日山城男山（京都府八幡市）に入り、七条大宮の戦いで楠木正儀が足利義詮を破って京の回復に成功した。一統は破綻して義詮は近江に逃亡し、天皇は光厳・光明・崇光の三上皇と廃太子の直仁親王を男山に連行した。3月に足利方の反撃に遭って京を放棄し、男山に立て籠もるが、5月義詮の軍に敗れて辛うじて脱出、三輪社・宇陀を経て、賀名生に帰還した。正平9年/文和3年（1354年）3月には光厳・光明・崇光三上皇と直仁親王を河内天野の金剛寺塔頭観蔵院に入れると、10月には自身も金剛寺に移って塔頭摩尼院を行宮と定めた。正平10年/文和4年（1355年）1月、南朝に帰順した直冬を立てて京の回復を目指すが、尊氏・義詮の軍に敗れて頓挫し、しばらくして光明上皇は京都に返した。
正平12年/延文2年（1357年）2月には光厳上皇・崇光上皇・直仁親王も京都に返し、正平14年/延文4年（1359年）12月、自身も観心寺（大阪府河内長野市）に行宮を移し、翌年9月には住吉まで北上。正平16年/康安元年（1361年）幕府の政争に敗れて失脚した執事細川清氏の帰順を受け、12月8日四条隆俊・楠木正儀らが京へ攻め込み、一時的に京を回復するが、すぐに義詮軍の反撃に遭って、同月26日には撤退している。南朝の力は既に弱体化しており、退勢を挽回するまでには至らなかった。それでも南朝はなお強硬姿勢を貫いたと見え、正平22年/貞治6年（1367年）4月に勅使葉室光資をして幕府との和睦交渉が行われたものの、武家側の降伏を条件に要求したため、義詮の怒りを買った末に和議は決裂している。この年にはもう病気がちであったらしく、翌正平23年/応安元年（1368年）3月11日子刻に住吉大社宮司津守氏の住之江殿にて崩御した。宝算41。
和歌は二条為定に師事し、正平8年（1353年）の『内裏千首』や同20年（1365年）の『内裏三百六十首歌』に詠進して、准勅撰集『新葉和歌集』には最多の100首が入集した他、『源氏物語』にも関心を寄せた。また、孤峰覚明に就いて禅を極め、琵琶・箏の音楽や大覚寺統の唐様を受け継いだ書道にも長けていたとされる。

## 系譜
後醍醐天皇の第7皇子。母は阿野公廉の女の阿野廉子（新待賢門院）。
- 皇后：近衛勝子 - 実父不詳（近衛経忠?）、二条師基猶子
  - 第1皇子：寛成親王（長慶天皇、1343年 - 1394年）
  - 皇子：某親王 - 後亀山天皇皇太弟、護聖院宮家の祖。下記の惟成親王または泰成親王に比定される
- 中宮：北畠顕子[7] - 北畠親房女
- 典侍：藤原氏（二品典侍、生没年不詳）[8] - 阿野実為女か
  - 第2皇子：熙成親王（後亀山天皇、1350年？ - 1424年）-または母は近衛勝子

- 生母不詳
  - 第3皇子：惟成親王（梅隠祐常、？ - 1423年）
  - 第4皇子：泰成親王（1360年？ - ？）
  - 第5皇子：師成親王（竺源恵梵、1361年 - ？）
  - 第6皇子：説成親王（懐成親王・上野宮、生没年不詳）
  - 皇子？：良成親王（？ - 1395年？） - 後征西将軍宮に比定される
  - 皇子？：泰邦親王（生没年不詳） - 一説に泰成親王の王子とする
  - 皇女？：憲子内親王？（新宣陽門院、？ - 1391年？） - 一説に後醍醐天皇皇女とする
  - 皇女？：貞子内親王（？ - 1423年） - 南朝系図は後醍醐天皇皇女とする

近世成立の『南朝皇胤紹運録』『系図纂要』などは、憲子内親王を中宮北畠顕子の所生、泰成親王を近衛勝子の所生、惟成親王・師成親王を中原師治女（大蔵卿局）の所生、説成親王・良成親王を越智家栄女（冷泉局）の所生とするが、いずれも確たる史料的裏付けはない。

### 系図
| 【持明院統】 〔北朝〕           | 【持明院統】 〔北朝〕           | 【持明院統】 〔北朝〕           | 【持明院統】 〔北朝〕           | 【持明院統】 〔北朝〕           | 【持明院統】 〔北朝〕           |  |  |                       |                       |                       |                       |                       |                       |  |  |                    |                    |                    |                    |                    |                    |  |  |  |  |  |  |  |  |                       |                       |                       |                       |                       |                       |  |  | 【大覚寺統】 〔南朝〕   | 【大覚寺統】 〔南朝〕   | 【大覚寺統】 〔南朝〕   | 【大覚寺統】 〔南朝〕   | 【大覚寺統】 〔南朝〕   | 【大覚寺統】 〔南朝〕   |  |  |                         |                         |                         |                         |                         |                         |  |  |  |  |  |  |  |  |  |  |  |  |  |  |  |  |  |  |  |  |  |  |  |  |
| 【持明院統】 〔北朝〕           | 【持明院統】 〔北朝〕           | 【持明院統】 〔北朝〕           | 【持明院統】 〔北朝〕           | 【持明院統】 〔北朝〕           | 【持明院統】 〔北朝〕           |  |  |                       |                       |                       |                       |                       |                       |  |  |                    |                    |                    |                    |                    |                    |  |  |  |  |  |  |  |  |                       |                       |                       |                       |                       |                       |  |  | 【大覚寺統】 〔南朝〕   | 【大覚寺統】 〔南朝〕   | 【大覚寺統】 〔南朝〕   | 【大覚寺統】 〔南朝〕   | 【大覚寺統】 〔南朝〕   | 【大覚寺統】 〔南朝〕   |  |  |                         |                         |                         |                         |                         |                         |  |  |  |  |  |  |  |  |  |  |  |  |  |  |  |  |  |  |  |  |  |  |  |  |
|                                 |                                 |                                 |                                 |                                 |                                 |  |  |                       |                       |                       |                       |                       |                       |  |  |                    |                    |                    |                    |                    |                    |  |  |  |  |  |  |  |  |                       |                       |                       |                       |                       |                       |  |  | 96 後醍醐天皇           |                         |                         |                         |                         |                         |  |  |                         |                         |                         |                         |                         |                         |  |  |  |  |  |  |  |  |  |  |  |  |  |  |  |  |  |  |  |  |  |  |  |  |
|                                 |                                 |                                 |                                 |                                 |                                 |  |  |                       |                       |                       |                       |                       |                       |  |  |                    |                    |                    |                    |                    |                    |  |  |  |  |  |  |  |  |                       |                       |                       |                       |                       |                       |  |  |                         |                         |                         |                         |                         |                         |  |  |                         |                         |                         |                         |                         |                         |  |  |  |  |  |  |  |  |  |  |  |  |  |  |  |  |  |  |  |  |  |  |  |  |
|                                 |                                 |                                 |                                 |                                 |                                 |  |  |                       |                       |                       |                       |                       |                       |  |  |                    |                    |                    |                    |                    |                    |  |  |  |  |  |  |  |  |                       |                       |                       |                       |                       |                       |  |  |                         |                         |                         |                         |                         |                         |  |  |                         |                         |                         |                         |                         |                         |  |  |  |  |  |  |  |  |  |  |  |  |  |  |  |  |  |  |  |  |  |  |  |  |
| 光厳天皇 北1                    | 光厳天皇 北1                    | 光厳天皇 北1                    | 光厳天皇 北1                    | 光厳天皇 北1                    | 光厳天皇 北1                    |  |  | 光明天皇 北2          | 光明天皇 北2          | 光明天皇 北2          | 光明天皇 北2          | 光明天皇 北2          | 光明天皇 北2          |  |  |                    |                    |                    |                    |                    |                    |  |  |  |  |  |  |  |  |                       |                       |                       |                       |                       |                       |  |  | 97 後村上天皇           | 97 後村上天皇           | 97 後村上天皇           | 97 後村上天皇           | 97 後村上天皇           | 97 後村上天皇           |  |  |                         |                         |                         |                         |                         |                         |  |  |  |  |  |  |  |  |  |  |  |  |  |  |  |  |  |  |  |  |  |  |  |  |
| 光厳天皇 北1                    | 光厳天皇 北1                    | 光厳天皇 北1                    | 光厳天皇 北1                    | 光厳天皇 北1                    | 光厳天皇 北1                    |  |  | 光明天皇 北2          | 光明天皇 北2          | 光明天皇 北2          | 光明天皇 北2          | 光明天皇 北2          | 光明天皇 北2          |  |  |                    |                    |                    |                    |                    |                    |  |  |  |  |  |  |  |  |                       |                       |                       |                       |                       |                       |  |  | 97 後村上天皇           | 97 後村上天皇           | 97 後村上天皇           | 97 後村上天皇           | 97 後村上天皇           | 97 後村上天皇           |  |  |                         |                         |                         |                         |                         |                         |  |  |  |  |  |  |  |  |  |  |  |  |  |  |  |  |  |  |  |  |  |  |  |  |
|                                 |                                 |                                 |                                 |                                 |                                 |  |  |                       |                       |                       |                       |                       |                       |  |  |                    |                    |                    |                    |                    |                    |  |  |  |  |  |  |  |  |                       |                       |                       |                       |                       |                       |  |  |                         |                         |                         |                         |                         |                         |  |  |                         |                         |                         |                         |                         |                         |  |  |  |  |  |  |  |  |  |  |  |  |  |  |  |  |  |  |  |  |  |  |  |  |
| 崇光天皇 北3                    | 崇光天皇 北3                    | 崇光天皇 北3                    | 崇光天皇 北3                    | 崇光天皇 北3                    | 崇光天皇 北3                    |  |  |                       |                       |                       |                       |                       |                       |  |  | 後光厳天皇 北4     | 後光厳天皇 北4     | 後光厳天皇 北4     | 後光厳天皇 北4     | 後光厳天皇 北4     | 後光厳天皇 北4     |  |  |  |  |  |  |  |  | 98 長慶天皇           | 98 長慶天皇           | 98 長慶天皇           | 98 長慶天皇           | 98 長慶天皇           | 98 長慶天皇           |  |  | 99 後亀山天皇           | 99 後亀山天皇           | 99 後亀山天皇           | 99 後亀山天皇           | 99 後亀山天皇           | 99 後亀山天皇           |  |  | 惟成親王 〔護聖院宮家〕 | 惟成親王 〔護聖院宮家〕 | 惟成親王 〔護聖院宮家〕 | 惟成親王 〔護聖院宮家〕 | 惟成親王 〔護聖院宮家〕 | 惟成親王 〔護聖院宮家〕 |  |  |  |  |  |  |  |  |  |  |  |  |  |  |  |  |  |  |  |  |  |  |  |  |
| 崇光天皇 北3                    | 崇光天皇 北3                    | 崇光天皇 北3                    | 崇光天皇 北3                    | 崇光天皇 北3                    | 崇光天皇 北3                    |  |  |                       |                       |                       |                       |                       |                       |  |  | 後光厳天皇 北4     | 後光厳天皇 北4     | 後光厳天皇 北4     | 後光厳天皇 北4     | 後光厳天皇 北4     | 後光厳天皇 北4     |  |  |  |  |  |  |  |  | 98 長慶天皇           | 98 長慶天皇           | 98 長慶天皇           | 98 長慶天皇           | 98 長慶天皇           | 98 長慶天皇           |  |  | 99 後亀山天皇           | 99 後亀山天皇           | 99 後亀山天皇           | 99 後亀山天皇           | 99 後亀山天皇           | 99 後亀山天皇           |  |  | 惟成親王 〔護聖院宮家〕 | 惟成親王 〔護聖院宮家〕 | 惟成親王 〔護聖院宮家〕 | 惟成親王 〔護聖院宮家〕 | 惟成親王 〔護聖院宮家〕 | 惟成親王 〔護聖院宮家〕 |  |  |  |  |  |  |  |  |  |  |  |  |  |  |  |  |  |  |  |  |  |  |  |  |
| (伏見宮)栄仁親王 （初代伏見宮） | (伏見宮)栄仁親王 （初代伏見宮） | (伏見宮)栄仁親王 （初代伏見宮） | (伏見宮)栄仁親王 （初代伏見宮） | (伏見宮)栄仁親王 （初代伏見宮） | (伏見宮)栄仁親王 （初代伏見宮） |  |  |                       |                       |                       |                       |                       |                       |  |  | 後円融天皇 北5     | 後円融天皇 北5     | 後円融天皇 北5     | 後円融天皇 北5     | 後円融天皇 北5     | 後円融天皇 北5     |  |  |  |  |  |  |  |  | （不詳） 〔玉川宮家〕 | （不詳） 〔玉川宮家〕 | （不詳） 〔玉川宮家〕 | （不詳） 〔玉川宮家〕 | （不詳） 〔玉川宮家〕 | （不詳） 〔玉川宮家〕 |  |  | 小倉宮恒敦 〔小倉宮家〕 | 小倉宮恒敦 〔小倉宮家〕 | 小倉宮恒敦 〔小倉宮家〕 | 小倉宮恒敦 〔小倉宮家〕 | 小倉宮恒敦 〔小倉宮家〕 | 小倉宮恒敦 〔小倉宮家〕 |  |  |                         |                         |                         |                         |                         |                         |  |  |  |  |  |  |  |  |  |  |  |  |  |  |  |  |  |  |  |  |  |  |  |  |
| (伏見宮)栄仁親王 （初代伏見宮） | (伏見宮)栄仁親王 （初代伏見宮） | (伏見宮)栄仁親王 （初代伏見宮） | (伏見宮)栄仁親王 （初代伏見宮） | (伏見宮)栄仁親王 （初代伏見宮） | (伏見宮)栄仁親王 （初代伏見宮） |  |  |                       |                       |                       |                       |                       |                       |  |  | 後円融天皇 北5     | 後円融天皇 北5     | 後円融天皇 北5     | 後円融天皇 北5     | 後円融天皇 北5     | 後円融天皇 北5     |  |  |  |  |  |  |  |  | （不詳） 〔玉川宮家〕 | （不詳） 〔玉川宮家〕 | （不詳） 〔玉川宮家〕 | （不詳） 〔玉川宮家〕 | （不詳） 〔玉川宮家〕 | （不詳） 〔玉川宮家〕 |  |  | 小倉宮恒敦 〔小倉宮家〕 | 小倉宮恒敦 〔小倉宮家〕 | 小倉宮恒敦 〔小倉宮家〕 | 小倉宮恒敦 〔小倉宮家〕 | 小倉宮恒敦 〔小倉宮家〕 | 小倉宮恒敦 〔小倉宮家〕 |  |  |                         |                         |                         |                         |                         |                         |  |  |  |  |  |  |  |  |  |  |  |  |  |  |  |  |  |  |  |  |  |  |  |  |
| (伏見宮)貞成親王 （後崇光院）   | (伏見宮)貞成親王 （後崇光院）   | (伏見宮)貞成親王 （後崇光院）   | (伏見宮)貞成親王 （後崇光院）   | (伏見宮)貞成親王 （後崇光院）   | (伏見宮)貞成親王 （後崇光院）   |  |  |                       |                       |                       |                       |                       |                       |  |  | 100 後小松天皇 北6 | 100 後小松天皇 北6 | 100 後小松天皇 北6 | 100 後小松天皇 北6 | 100 後小松天皇 北6 | 100 後小松天皇 北6 |  |  |  |  |  |  |  |  |                       |                       |                       |                       |                       |                       |  |  |                         |                         |                         |                         |                         |                         |  |  |                         |                         |                         |                         |                         |                         |  |  |  |  |  |  |  |  |  |  |  |  |  |  |  |  |  |  |  |  |  |  |  |  |
| (伏見宮)貞成親王 （後崇光院）   | (伏見宮)貞成親王 （後崇光院）   | (伏見宮)貞成親王 （後崇光院）   | (伏見宮)貞成親王 （後崇光院）   | (伏見宮)貞成親王 （後崇光院）   | (伏見宮)貞成親王 （後崇光院）   |  |  |                       |                       |                       |                       |                       |                       |  |  | 100 後小松天皇 北6 | 100 後小松天皇 北6 | 100 後小松天皇 北6 | 100 後小松天皇 北6 | 100 後小松天皇 北6 | 100 後小松天皇 北6 |  |  |  |  |  |  |  |  |                       |                       |                       |                       |                       |                       |  |  |                         |                         |                         |                         |                         |                         |  |  |                         |                         |                         |                         |                         |                         |  |  |  |  |  |  |  |  |  |  |  |  |  |  |  |  |  |  |  |  |  |  |  |  |
|                                 |                                 |                                 |                                 |                                 |                                 |  |  |                       |                       |                       |                       |                       |                       |  |  |                    |                    |                    |                    |                    |                    |  |  |  |  |  |  |  |  |                       |                       |                       |                       |                       |                       |  |  |                         |                         |                         |                         |                         |                         |  |  |                         |                         |                         |                         |                         |                         |  |  |  |  |  |  |  |  |  |  |  |  |  |  |  |  |  |  |  |  |  |  |  |  |
| 102 後花園天皇                  | 102 後花園天皇                  | 102 後花園天皇                  | 102 後花園天皇                  | 102 後花園天皇                  | 102 後花園天皇                  |  |  | 貞常親王 〔伏見宮家〕 | 貞常親王 〔伏見宮家〕 | 貞常親王 〔伏見宮家〕 | 貞常親王 〔伏見宮家〕 | 貞常親王 〔伏見宮家〕 | 貞常親王 〔伏見宮家〕 |  |  | 101 称光天皇       | 101 称光天皇       | 101 称光天皇       | 101 称光天皇       | 101 称光天皇       | 101 称光天皇       |  |  |  |  |  |  |  |  |                       |                       |                       |                       |                       |                       |  |  |                         |                         |                         |                         |                         |                         |  |  |                         |                         |                         |                         |                         |                         |  |  |  |  |  |  |  |  |  |  |  |  |  |  |  |  |  |  |  |  |  |  |  |  |
| 102 後花園天皇                  | 102 後花園天皇                  | 102 後花園天皇                  | 102 後花園天皇                  | 102 後花園天皇                  | 102 後花園天皇                  |  |  | 貞常親王 〔伏見宮家〕 | 貞常親王 〔伏見宮家〕 | 貞常親王 〔伏見宮家〕 | 貞常親王 〔伏見宮家〕 | 貞常親王 〔伏見宮家〕 | 貞常親王 〔伏見宮家〕 |  |  | 101 称光天皇       | 101 称光天皇       | 101 称光天皇       | 101 称光天皇       | 101 称光天皇       | 101 称光天皇       |  |  |  |  |  |  |  |  |                       |                       |                       |                       |                       |                       |  |  |                         |                         |                         |                         |                         |                         |  |  |                         |                         |                         |                         |                         |                         |  |  |  |  |  |  |  |  |  |  |  |  |  |  |  |  |  |  |  |  |  |  |  |  |

## 諡号・追号・異名
父の後醍醐天皇が醍醐・村上天皇の延喜・天暦の治を理想とし、醍醐天皇にあやかって生前自ら後醍醐の号を定めていたことを受け、後村上院と追号された。

## 在位中の元号
- 延元 （1339年8月15日） - 1340年4月28日
- 興国 1340年4月28日 - 1346年12月8日
- 正平 1346年12月8日 - （1368年3月11日）

## 陵・霊廟など

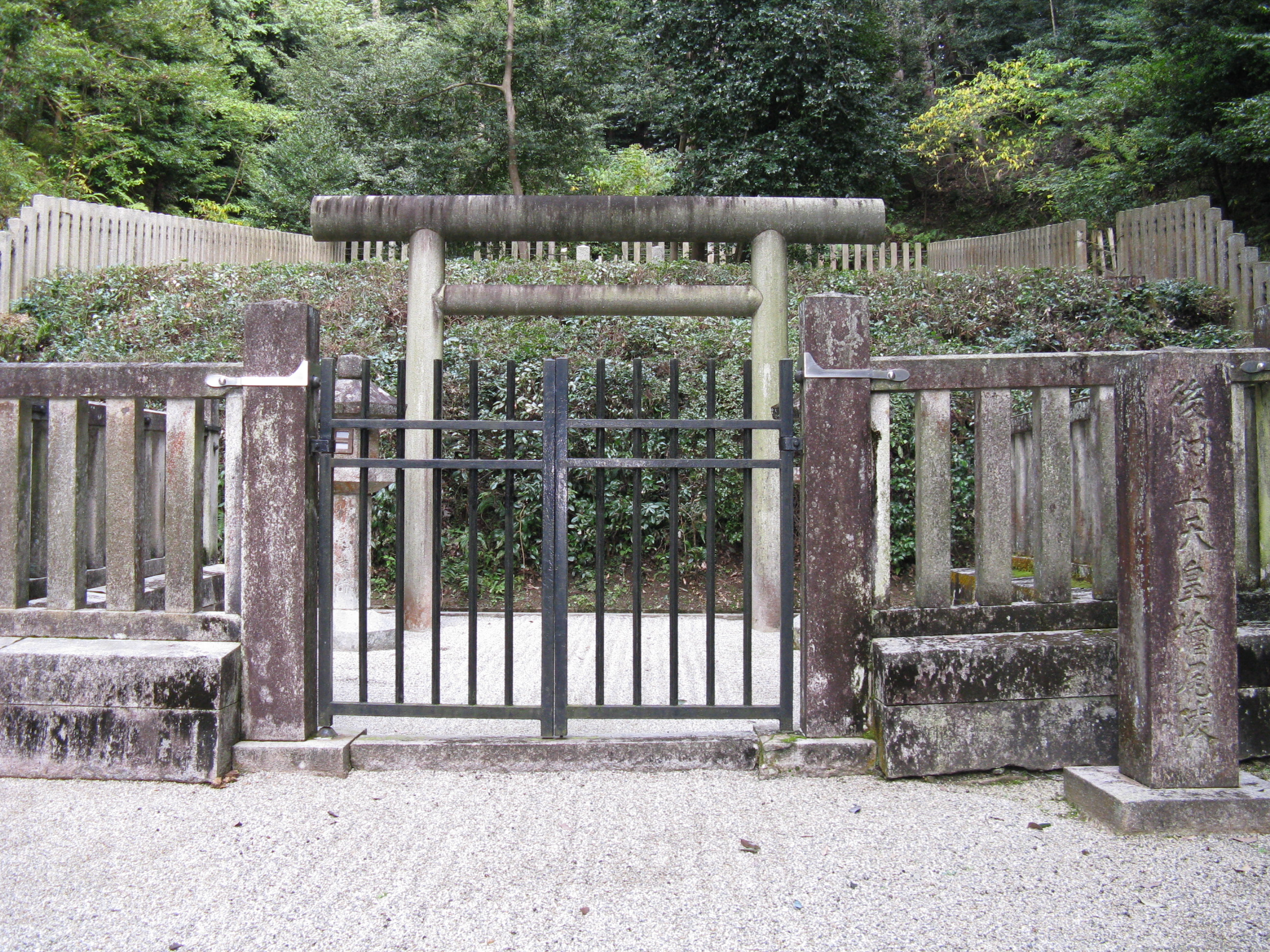
檜尾陵

陵（みささぎ）は、宮内庁により大阪府河内長野市寺元の観心寺内にある檜尾陵（桧尾陵：ひのおのみささぎ）に治定されている。宮内庁上の形式は円丘。
崩御後の3月15日に当所で火葬され、間もなく天皇のための法華三昧堂（明治5年（1872年）頃まで存在）も建立された。天授4年/永和4年（1378年）に観心寺を参詣した賢耀の『観心寺参詣諸堂巡礼記』によれば、墓所の東に法華三昧堂、その前に勾当内侍の五輪塔があったと伝える。同寺は天皇の御在所でもあったが故、古来御陵を崇敬しており、近世の地誌類も当所を御陵として挙げている。なお、同境内にコウボ坂陵墓参考地、境外に檜尾塚陵墓参考地が所在し、ともに母の阿野廉子の墓と伝えられている。
京都府（旧山城国）以外の地に葬られた（明治期以前で）最後の天皇であり、次代の長慶から明治までの歴代天皇の陵は全て天皇の御所が所在する京都府内に造営されている。
皇居内の宮中三殿「皇霊殿」では、他の歴代天皇・皇族とともに天皇の霊が祀られている。
宮城県多賀城市の多賀城政庁跡の北側にある多賀城神社にも祀られている。多賀城政庁跡の正面石段の登り口の脇には後村上天皇碑がある。

## 関連作品
- 『太平記』（1991年、NHK大河ドラマ、細山田隆人→西垣内佑也→渡辺博貴）
- 『桜嵐記（おうらんき）』（2021年、宝塚歌劇団月組公演、暁千星）
- 今村翔吾『人よ、花よ、』（朝日新聞連載小説　2022年 - ）北朝の意を受けた足利衆に暗殺されかけるが、楠木正行に救われる。